# Époqu'auto
 (novembre 2022).
Si vous disposez d'ouvrages ou d'articles de référence ou si vous connaissez des sites web de qualité traitant du thème abordé ici, merci de compléter l'article en donnant les références utiles à sa vérifiabilité et en les liant à la section « Notes et références ».

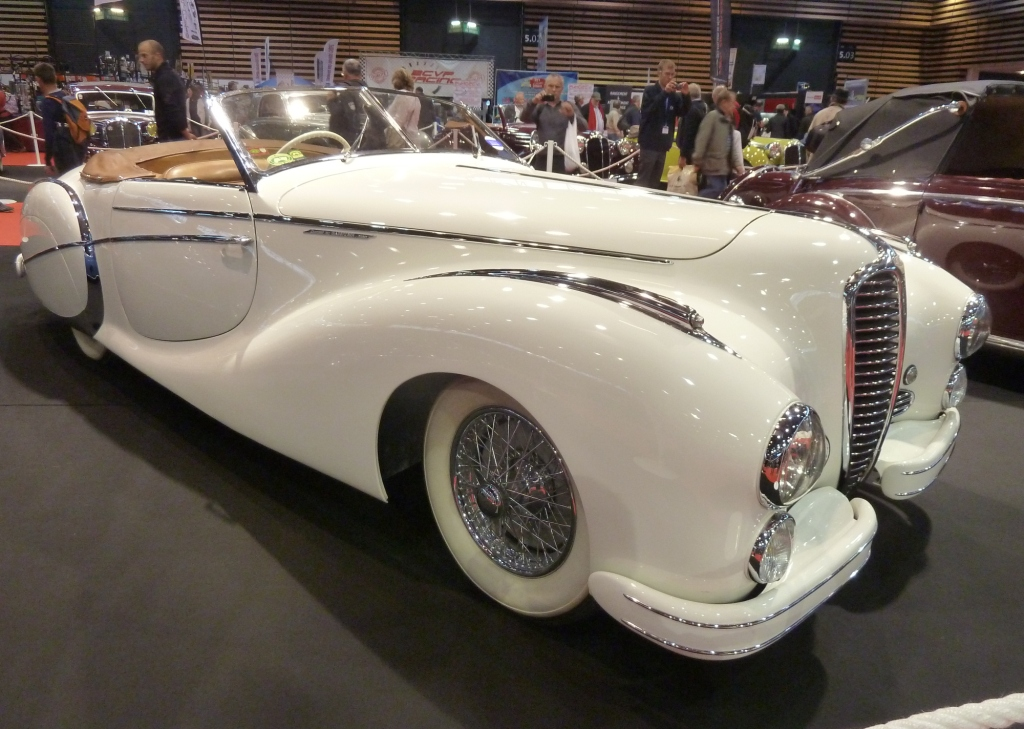
Delahaye 135 carrossée par Jacques Saoutchik, salon de 2016

Époqu'auto est un salon de la voiture ancienne traitant de l’ensemble des thèmes des véhicules de collection (voiture de collection, mais aussi de ceux du vélo, de la moto, du camion et des accessoires). Il se déroule tous les ans à Lyon sur le site d'Eurexpo.

## Lyon, un bassin de constructeurs
Lyon et sa région comptait à la veille de la première guerre mondiale jusqu’à cent seize constructeurs d’automobiles. Les plus importants, Berliet, Rochet-Schneider, La Buire, Pilain vont produir plus de cent châssis par an et exporter des voitures et des licences de fabrication dans le monde entier.
Les marques de cycles produisaient aussi des motocyclettes. Ces entreprises oubliées employaient de nombreux salariés, comme Ravat (1200 salariés),(voir la liste des fabricants de bicyclettes), Follis, France-Loire (racheté par Mercier), Gautier-Chapuis, Guédon, Manufacture d'armes de Saint-Etienne, Jussy et Co, Lorette, Cycles Mercier, Monet-Goyon, Rochet-Schneider, Cycles Royal-Fabric, Radior, Sibilia (racheté) et Audibert et Lavirotte.

## Historique
Le club des 3A (les Amateurs d'Automobiles Anciennes), fondé en 1956 organise ce salon avec la présence régulière de la Fondation Berliet, des voitures du Musée Henri Malartre, de clubs autos, d'exposants de pièces, de marchands de voitures et de plateaux dédiés à des marques.
Chaque édition met en lumière des plateaux dédiés à une marque ou à l'anniversaire d'un modèle mythique.
- 2015 plateau de motos Dollar
- 2016 : Plateaux de Delahaye, Aston Martin, la fondation Berliet, Autodiva, la marque Follis et une vente aux enchères faite par le cabinet Orsennat comprenant 100 lots.
- 2017 précèdera l'ouverture de l'année du centenaire de Citroën (1918-2018).